# Giải KCFCC cho phim hoạt hình hay nhất
Giải KCFCC cho phim hoạt hình hay nhất là một giải của KCFCC dành cho phim hoạt hình, được bầu chọn là hay nhất trong năm. Giải này được lập từ năm 1991.

## Các phim đoạt giải

### Thập niên 1990
| Năm  | Phim                      | Đạo diễn                   |
| ---- | ------------------------- | -------------------------- |
| 1991 | Beauty and the Beast      | Gary Trousdale & Kirk Wise |
| 1992 | Không trao giải           | Không trao giải            |
| 1993 | Không trao giải           | Không trao giải            |
| 1994 | The Lion King             | Roger Allers & Rob Minkoff |
| 1995 | Toy Story                 | John Lasseter              |
| 1996 | James and the Giant Peach | Henry Selick               |
| 1997 | Anastasia                 | Don Bluth & Gary Goldman   |
| 1998 | A Bug's Life              | John Lasseter              |
| 1999 | Toy Story 2               | John Lasseter              |

### Thập niên 2000
| Năm  | Phim                                           | Đạo diễn                        |
| ---- | ---------------------------------------------- | ------------------------------- |
| 2000 | Chicken Run                                    | Peter Lord & Nick Park          |
| 2001 | Shrek                                          | Andrew Adamson & Vicky Jenson   |
| 2002 | Ice Age                                        | Carlos Saldanha & Chris Wedge   |
| 2003 | Finding Nemo                                   | Andrew Stanton                  |
| 2004 | The Incredibles                                | Brad Bird                       |
| 2005 | Wallace & Gromit: The Curse of the Were-Rabbit | Steve Box & Nick Park           |
| 2006 | Over the Hedge                                 | Tim Johnson & Karey Kirkpatrick |
| 2007 | Ratatouille                                    | Brad Bird                       |
| 2008 | WALL-E                                         | Andrew Stanton                  |